# 905
905 (CMV) fue un año común comenzado en martes del calendario juliano, en vigor en aquella fecha.

## Acontecimientos
- España - Es entronizado Sancho Garcés I como rey de Navarra.
- Egipto - Reconquista abbassí y fin del domini tuluní.

## Nacimientos
Constantino VII, emperador de Bizancio.